# Kościół św. Jerzego w Porto San Giorgio
Kościół św. Jerzego w Porto San Giorgio (wł. Chiesa di San Giorgio
a Porto San Giorgio) – rzymskokatolicki kościół we włoskiej miejscowości Porto San Giorgio nad Morzem Adriatyckim.
Świątynia znajduje się na Piazza S. Giorgio 7.
Stary kościół został zburzony w 1803. Na jego miejscu wybudowany nowy w 1834. Świątynia ma trzy nawy. W kaplicy Salvadorich znajdował się Poliptyk z Porto San Giorgio autorstwa Carla Crivelliego z 1470, który przez właścicieli został sprzedany w XIX wieku. Obrazy wchodzące w skład nastawy znajdują się obecnie w szeregu muzeów, również w Muzeum Czartoryskich w Krakowie − Święci Antoni Opat i Łucja.